# 豪尔赫·阿吉莱拉
豪尔赫·阿吉莱拉（西班牙語：Jorge Aguilera，1966年1月16日—），是古巴男子田径运动员，主攻短跑。他曾代表古巴参加1992年夏季奥林匹克运动会田径比赛並获得男子4×100米接力铜牌。